# Nicaea av Korinth
Nicaea av Korinth, död efter 245 f.Kr, var tyrann i Korinth omkring 245 f.Kr. 
Hon var gift med tyrannen Alexander av Korinth. Efter hans död 245 tog hon själv kontroll över Korinth och dess citadell. Hon erbjöds giftermål med Demetrios II Aetolicus av dennas far. Hennes liv efter bröllopet är okänt. 